# Liza Linde
Liza Linde (* 1989 in Reutlingen) ist eine slowenisch-deutsche Übersetzerin.
Linde lebt in Ljubljana. Sie übersetzt literarische Texte verschiedener Art (Prosa, Lyrik, Graphic Novels, Kinderliteratur) sowie nichtliterarische Texte aus dem Slowenischen, Deutschen und Englischen. Außerdem ist sie als Dolmetscherin für Literaturveranstaltungen tätig.

## Übersetzungen
- 2024: Blaž Božič, Ajda Bračič, Ivana Djilas, Nina Dragičević, Špela Frlič, Dijana Matković, Pino Pograjc, Andrej Predin, Pia Prezelj: Noch da? Neun zeitgenössische slowenische Autor:innen. Ljubljana: Slowenische Buchagentur (JAK).
- 2023: Nicolas Mahler: Teorija umetnosti vs. gospa Goldgruber. Ljubljana: Zavod VigeVageKnjige.
- 2023: Nataša Kramberger: Mauerpfeffer. Berlin: Verbrecher Verlag.
- 2023: Maruša Krese: Trotz alledem. Frankfurt am Main: S. Fischer Verlag.
- 2023: Nataša Kramberger: Verfluchte Misteln. Frankfurt am Main; Wien; Zürich: Büchergilde Gutenberg.
- 2023: Mojca Kumerdej: Unter die Oberfläche. Göttingen: Wallstein Verlag. (mit Erwin Köstler, Karin Almasy und Fabjan Hafner)
- 2023: Tomaž Šalamun: Steine aus dem Himmel. Berlin: Suhrkamp Verlag. (mit Matthias Göritz und Monika Rinck)
- 2023: Žiga X Gombač; David Krančan: Der Weg des Buches. Das Geheimnis der verschwundenen Buchstaben. Ljubljana: Slowenische Buchagentur (JAK).
- 2022: Anja Zag Golob: dass nicht. Wien: Edition Korrespondenzen.
- 2022: Jela Krečič: Keine wie sie. Halle: Mitteldeutscher Verlag.
- 2021: Nataša Kramberger: Verfluchte Misteln. Berlin: Verbrecher Verlag.
- 2020: Peter Svetina: Aus der Rumpelkammer. Ljubljana: Slowenischer Schriftstellerverband (DSP). (mit Jens Sakelšek)
- 2019: Žiga X Gombač; David Krančan: Der Weg des Buches. Vom Autor bis zum Leser. Ljubljana: Slowenische Buchagentur (JAK).
- 2019: Nicolas Mahler: Alica v Sussexu. Prosto po Lewisu Carrollu in H. C. Artmannu. Ljubljana: Zavod VigeVageKnjige.